# Michael Dorman
Michael Dorman (Auckland, 26 aprile 1981) è un attore neozelandese.

## Biografia

### Primi anni
Michael Dorman è nato a Auckland, in Nuova Zelanda, da una famiglia di origini pākehā da parte di padre e origini maori ngāti porou da parte di madre, trasferitisi a Bundaberg, Queensland, in Australia quando aveva 10 anni. Dopo essersi diplomato alla Bundaberg State High School, Dorman si è laureato in arti teatrali alla Queensland University of Technology (QUT) di Brisbane.

### Carriera
Il suo debutto avviene nel 2001 col film Spudmonkey mentre, a partire dall'anno successivo, è entrato a far parte del cast principale della serie televisiva The Secret Life of Us, dove è rimasto fino al 2005, periodo durante il quale ha vissuto a Sydney. Negli anni successivi ha preso parte ai film Suburban Mayhem nel 2006, West nel 2007, Acolytes nel 2008, oltre a Prime Mover, Triangle e Daybreakers - L'ultimo vampiro nel 2009. Nel 2011 appare in Sleeping Beauty  e Killer Elite. Dal 2013 al 2015 è stato protagonista della serie televisiva Wonderland.
Nel 2014 recita nel film The Water Diviner, diretto e interpretato da Russell Crowe, col quale stringe amicizia e che lo convince, qualche anno dopo, a trasferirsi negli Stati Uniti offrendosi di pagargli il volo affinché prosegua la sua carriera lì. Dopo aver ottenuto ruoli significativi in serie quali Patriot e For All Mankind, nonché un piccolo ruolo nel film del 2017 Pirati dei Caraibi - La vendetta di Salazar, nel 2020 è apparso ne L'uomo invisibile e in Hard Luck Love Song.
Dal 2021 è protagonista della serie televisiva Joe Pickett, tratta dai romanzi di C. J. Box, nei panni dell'omonimo protagonista; mentre nell'agosto viene annunciato il suo ingresso nei panni di Gold Roger nel cast della serie Netflix One Piece, adattamento live action dell'omonimo manga di Eiichirō Oda.

## Filmografia

### Attore

#### Cinema
- Spudmonkey, regia di Stuart McBratney (2001)
- Stuffed Bunny, regia di Matt Bird - cortometraggio (2002)
- Rob God, regia di Tim Hickson e Micah Osis - cortometraggio (2005)
- 50 Ways of Saying Fabulous, regia di Stewart Main (2005)
- Suburban Mayhem, regia di Paul Goodman (2006)
- West, regia di Daniel Krige (2007)
- Walnut, regia di Amy Gebhardt - cortometraggio (2007)
- Katoomba, regia di Leon Ford - cortometraggio (2007)
- The Weight of Sunken Treasure, regia di Luke Mayze - cortometraggio (2008)
- Acolytes, regia di Jon Hewitt  (2008)
- Prime Mover, regia di David Caesar  (2009)
- Triangle, regia di Christopher Smith (2009)
- Daybreakers - L'ultimo vampiro (Daybreakers), regia di Michael e Peter Spierig (2009)
- Change Given, regia di Ariel Martin - cortometraggio (2009)
- At the Breakfast Table, regia di Frances Anderson - cortometraggio (2009)
- Needle, regia di John V. Soto (2010)
- Sleeping Beauty, regia di Julia Leigh (2011)
- Killer Elite, regia di Gary McKendry (2011)
- How to Make a Monster, regia di Jacob Livermore - cortometraggio (2011)
- The Premonition, regia di Jason Mavraidis - cortometraggio (2011)
- Post Apocalyptic Man, regia di Nathan Phillips - cortometraggio (2011)
- Breath, regia di Ben Dickinson - cortometraggio (2014)
- The Water Diviner, regia di Russell Crowe (2014)
- Lifeline, regia di Armando Bó - cortometraggio (2016)
- Goldstone - Dove i mondi si scontrano (Goldstone), regia di Ivan Sen (2016)
- Pirati dei Caraibi - La vendetta di Salazar (Pirates of the Caribbean: Dead Men Tell No Tales), regia di Joachim Rønning e Espen Sandberg (2017)
- 6ate7, regia di Maggie Kiley - cortometraggio (2017)
- L'uomo invisibile (The Invisible Man), regia di Leigh Whannell (2020)
- Hard Luck Love Song, regia di Justin Corsbie (2020)

#### Televisione
- The Secret Life of Us – serie TV, 47 episodi (2002-2005)
- Small Claims: White Wedding, regia di Cherie Nowlan - film TV (2005)
- The Silence, regia di Cate Shortland - film TV (2006)
- Blood Brothers, regia di Peter Andrikidis - film TV (2011)
- Rescue Special Ops – serie TV, episodio 3x03 (2011)
- Sea Patrol – serie TV, episodio 5x10 (2011)
- Wild Boys – serie TV, 10 episodi (2011)
- Underbelly – serie TV, episodio 5x08 (2012)
- The Time of Our Lives – serie TV, 3 episodi (2012)
- Reef Doctors - Dottori a Hope Island (Reef Doctors) - serie TV, episodio 1x11 (2013)
- Serangoon Road - serie TV, 10 episodi (2013)
- Wonderland – serie TV, 44 episodi (2013-2015)
- Black Comedy – serie TV, episodio 2x06 (2016)
- Patriot – serie TV, 18 episodi (2015-2018)
- The Secret She Keeps – serie TV, 6 episodi (2020)
- For All Mankind – serie TV, 20 episodi (2019-2021)
- Joe Pickett – serie TV, 20 episodi (2021-in corso)
- One Piece – serie TV, episodio 1x01 (2023)
- Desert King – serie TV, 6 episodi (2024)

### Doppiatore
- The Integral Principles of the Structural Dynamics of Flow – podcast, episodio 1x01 (2020)
- For All Mankind Time Capsule – videogioco (2021)

## Teatro
- Come Back to the 5 & Dime, Jimmy Dean, Jimmy Dean (Theatre of Queensland University of Technology, 2000)
- La bisbetica domata (Theatre of Queensland University of Technology, 2001)
- The Art of Success (Theatre of Queensland University of Technology, 2001)
- 48 Shades of Brown (La Boite Theatre Company, 2001)

## Doppiatori italiani
Nelle versioni in italiano delle opere in cui ha recitato, Micheal Dorman è stato doppiato da:
- Stefano Crescentini in The Water Diviner, For All Mankind
- Maurizio Merluzzo in Patriot, L'uomo invisibile
- Alberto Bognanni in Daybreakers - L'ultimo vampiro
- Stefano Alessandroni in One Piece